# Polycystisk njursjukdom
Polycystisk njursjukdom är ärftlig njursjukdom och finns i två varianter. Vid den recessiva varianten dör man under första levnadsåret på grund av njur- eller leversvikt.
Adult polycystic kidney disease (APKD) är en tämligen vanlig sjukdom. Endast diabetes och högt blodtryck ansvarar för fler njurrelaterade skador än APKD. APKD ärvs autosomalt dominant. Små cystor finns i barndomen och de förstoras då patienten blir äldre. I fullt utvecklad APKD är njurarna bilateralt förstorade och kan väga uppemot 4,5kg styck. Den drabbade känner ofta inget förrän senare i livet. I tjugoårsåldern kan högt blodtryck uppkomma. 30% av de med APKD har levercystor. Med APKD har man ökad risk för berryaneurysm, hjärnblödning och bråck.

## Orsak
85% orsakas av mutationer i PKD1-genen (Polycystic Kidney Disease 1) som kodar för en proteinprodukt som kallas för polycystiner. Polycystinernas uppgift är inte känd, men man antar att de är involverade i cell–cellinteraktioner, cell-matrixkontakter samt fungerar som jonkanaler.

## Behandling
Initialt är dialys aktuell. Eftersom njurens funktionella enheter kallade nefron minskar vid APKD kommer patienten lida av kronisk hypertoni, vilket beror på att ett minskande antal nefron måste bearbeta en lika stor mängd urin. Behandling mot hypertoni bör därför aktualiseras. Då dialys aldrig är en långsiktig behandlingsform kommer patienten till slut vara i behov av njurtransplantation.